# عبد المالك
عبد المالك (11 مارس 1998 - ) هو لاعب كريكت أفغاني.

## وصلات خارجية
- عبد المالك على موقع إي آس بي آن كريك إنفو (الإنجليزية)